# (11908) Nicaragua
(11908) Nicaragua est un astéroïde de la ceinture principale.

## Description
(11908) Nicaragua est un astéroïde de la ceinture principale. Il fut découvert le 4 avril 1992 à La Silla par Eric Walter Elst. Il présente une orbite caractérisée par un demi-grand axe de 3,05 UA, une excentricité de 0,07 et une inclinaison de 2,4° par rapport à l'écliptique.

## Compléments